# 120 днів Содому
«120 днів Содому, або Школа розпусти» (фр. Les 120 journées de Sodome ou l'école du libertinage) — незакінчений роман французького письменника Маркіза де Сада, написаний в 1785 році, але вперше опублікований в 1904 році, коли був віднайдений його рукопис. Сюжет, який описують як садистський, порнографічний та еротичний, обертається навколо історії чотирьох заможних розпусників, що задумали відчути найбільшу сексуальну насолоду, отриману в оргіях. Задля цього вони на 4 місяці переїхали до самітного замку в Шварцвальді з гаремом з 36 людей, в основному хлопчиків і дівчаток підлітків. Також там були присутні чотири утримувачки борделів, які розповідали історії зі свого життя. Ці розповіді збуджували розпусників, після чого вони починали ґвалтувати і катувати своїх жертв; катування ставали все більш жорстокими і закінчились вбивством майже усіх жертв.
Роман не був закінчений. Перший розділ був детально описаний, як його і запланував де Сад, решта ж частин існують лише у формі чернетки з примітками, часто з графічним описом сцен.
Де Сад писав роман таємно протягом 37 днів під час перебування у в'язниці Бастилії в 1785 році. Незабаром після того, як його перевели до іншого місця, Бастилію атакували революціонери, через що решту життя де Сад вважав, що його робота була назавжди втрачена. Однак рукопис було віднайдено та відновлено невідомою особою, після чого він переходив з рук в руки до моменту публікації в 1904 році. Лише в другій половині ХХ століття роман став доступним у Великій Британії, США та Франції, після чого його було перекладено на багато мов. Через детальний опис сексуального насильства і крайньої жорстокості книга залишалась надзвичайно суперечливою, зрештою її було заборонено в багатьох країнах. Попри це роман продовжував викликати значний інтерес у студентів, істориків та літературних критиків.

## Сюжет

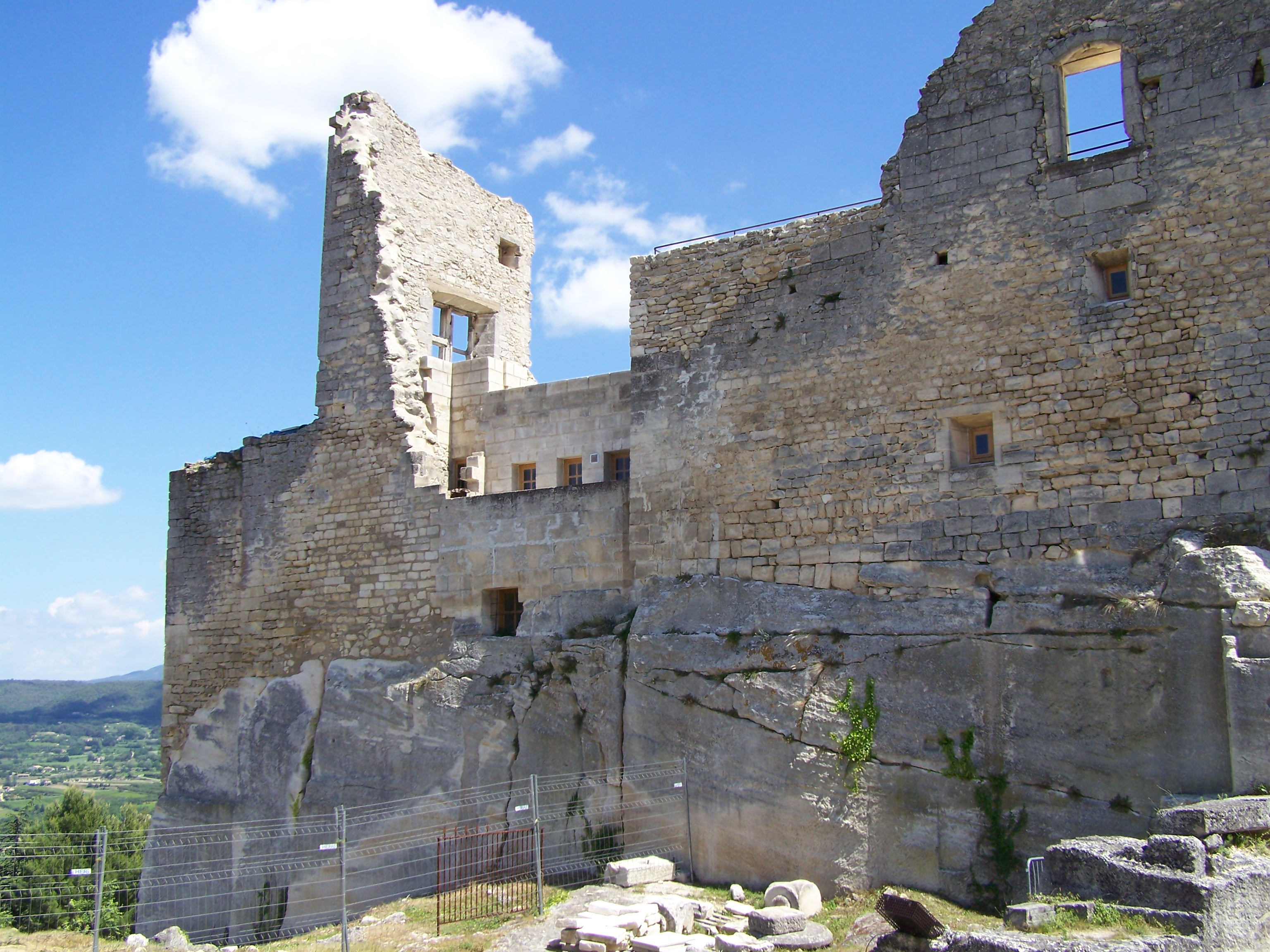
Сучасний вигляд замку Шато-де-Лакост

Дія роману відбувається або наприкінці часів правління Людовика XIV або на початку епохи Регентства Франції у середньовічному замку, розташованому в горах в лісистій місцевості, далеко від решти світу.
В книзі описано події, що відбуваються протягом 5 місяців: з листопада по березень. Чотири заможних розпусники зачиняються в замку Шато-де-Силлінг разом з жертвами і спільниками (опис замку Шато-де-Силлінг відповідає замку Шато-де-Лакост, що належав де Саду). Заявляючи, що відчуття, отримані завдяки органам слуху, є найбільш еротичними, вони мають намір слухати різноманітні розпусні історії чотирьох бувалих повій, які надихатимуть їх на участь в подібних діях зі своїми жертвами.
Детально описана була лише перша частина, три інші існують у формі чернетки з примітками де Сада, що були збережені в більшості перекладів. Або перед початком, або під час написання роботи де Сад, судячи з усього, вирішив, що не зможе завершити роман у повному обсязі і тому виклав три чверті книги в скороченій формі, щоб закінчити їх пізніше.
В романі міститься деяка частка чорного гумору, де Сад виглядає майже безтурботним в передмові, звертаючись до читача як до «друга». В цій передмові він сам собі суперечить, в одному пункті наполягаючи, що не варто жахатись від 600 викладених далі пристрастей, тому що в кожного є свої смаки, а в іншому попереджаючи читача про описані далі жахіття, натякаючи, що варто замислитись, чи варто продовжувати читати далі. Автор і прославляє і паплюжить головних героїв, то подаючи їх як вільнодумців, то як негідних злочинців, часто в межах одного уривку.

## Персонажі

### Чотири розпусники[6]

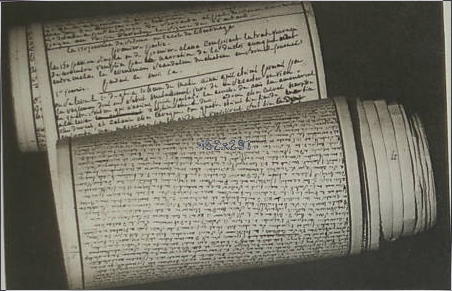
Рукопис «120 днів Содому» 12 метрів завдовжки та 11 сантиметрів завширшки (на фото факсимільна копія).

Чотири основних персонажі — дуже багаті та безжалісні чоловіки-розпусники. Невипадковим чином вони є авторитетами у своїх професіях. Де Сад зневажав релігію: в замку функцію туалету виконувала капличка. Він також любив насміхатись над владою, зображуючи в багатьох своїх роботах священників, єпископів, суддів та інших можновладців в якості сексуальних збоченців та злочинців.
- Герцог Бланжі — 50-річний аристократ, який успадкував свої статки, отруївши власну матір, а потім і сестру, коли та дізналась про його злочин. Він також вбив трьох своїх дружин. Бланжі описується як чоловік міцної статури з високою сексуальною потенцією. Хоча відомо, що герцог вчиняв убивства під час злягання, наголошується, що він є повним боягузом і пишається цим.
- Єпископ — 45-річний брат Бланжі, поділяє поведінку брата, але має протилежну фізичну форму. Це худий і слабкий чоловік «з гидким ротом», теж насолоджується вбивствами під час сексу. Зневажливо ставиться до жіночої вагіни і тому проти вагінального проникнення.
- Суддя Кюрваль — 60 років, високий, довготелесий чоловік. Будучи суддею любив виносити смертні вироки підсудним, навіть якщо знав про їхню невинність.
- Банкір Дюрсе — 53 роки, низький та блідий, з пухлим тілом і жіночими формами, хоча і добре зберігся та має гарну шкіру.

### Спільники
- Чотири повії – жінки середнього віку, які надихають головних героїв розповідями зі свого минулого.
- Вісім «жеребців» — повії-чоловіки, яких обрали через довжину їхніх пенісів.
- Чотири літні жінки, які повинні наглядати за жертвами.

### Жертви
- Дочки чотирьох головних героїв, над якими вчинають сексуальне насильство. Всі вони помирають, за винятком дочки герцога — Жюлі, яку останній пощадив.
- Вісім хлопчиків та вісім дівчаток у віці від 12 до 15 років. Усіх їх було обрано через їхню красу та викрадено. Всі вони незаймані, четверо розпусників позбавляють їх цноти в процесі розвитку подій.
- Кілька кухарів та служниць, які пізніше братимуть участь в судових розглядах.

## Хронологія
Події роману відбуваються за чітким графіком. Щомісяця, з листопада по лютий, повії по черзі розповідають п'ять історій кожного дня, пов'язаних з фетишами їхніх найцікавіших клієнтів. Таким чином в сумі виходить 150 історій у кожному місяці (принаймні, теоретично — де Сад зробив кілька помилок, оскільки був не в змозі повернутись і переглянути свою роботу). Описані пристрасті розділені на чотири категорії — прості, складні, злочинні і криваві — що зростають за складністю і дикістю.
- Листопад: прості пристрасті (фр. Novembre: les passions simples) — єдині детально викладені. В цьому розділі описуються тільки «прості» з точки зору розпусників пристрасті, без анального чи вагінального проникнення. В історіях йдеться про чоловіків, які люблять мастурбувати на обличчя семирічних дівчаток, пити сечу і вдаватись до копрофагії. Розпусники повторюють все, що вони почули, зі своїми доньками і викраденими підлітками.
- Грудень: складні пристрасті (фр. Décembre: les passions doubles) — в цій частині описуються більш екстравагантні збочення, наприклад, чоловіки, що вагінально ґвалтують дівчаток, вдаються до інцесту і флагеляції. Під час вечірніх оргій дівчатка-заручниці втрачають вагінальну цноту.
- Січень: злочинні пристрасті (фр. Janvier: les passions criminelles) — до цього розділу входять історії про людей, що калічили жінок, відриваючи їм пальці чи припікаючи їх розпеченими кочергами. Протягом місяця розпусники займаються анальним сексом з п'ятнадцятирічними хлопчиками та дівчатками, яких, як і інших жертв, ґвалтують все більш жорстоко, з регулярними побоями і шмаганнями.
- Лютий: криваві пристрасті (фр. Février: les passions meurtrières)  — останні 150 історій. Сюди входять розповіді про збоченців, що зривали з дітей заживо шкіру, патрали вагітних жінок, спалювали заживо цілі сім'ї і вбивали новонароджених в присутності матерів. Збоченці жорстоко вбивають трьох з чотирьох доньок, а також вбивають чотирьох дівчаток і двох хлопчиків. Вбивство однієї з дівчат, 15-річної Оґюстин, описується дуже детально.
- Березень — найкоротший розділ роману. Де Сад перераховує дні, дітей, що залишились живими, та не дає жодних подробиць. Замість цього він залишає примітку, де вказує свій намір деталізовано написати про все в наступній редакції.

В кінці роману де Сад складає список персонажів, додаючи примітки, яких з них було вбито і коли, а також хто вижив.

## Екранізації
- «Золотий вік» (фр. L'âge d'or). Останній епізод — парафраз на «120 днів Содому»[7].
- «Сало, або 120 днів Содому» (італ. Salò o le 120 giornate di Sodoma), 1975 г. — фільм П'єра Паоло Пазоліні, вільна екранізація роману. Дію перенесено в фашистську республіку Сало, 1944 рік.